# Karl Deutsch GmbH
Die Karl Deutsch GmbH war ein Karosseriebauunternehmen, das in Köln-Braunsfeld ansässig war.

## Unternehmensgeschichte

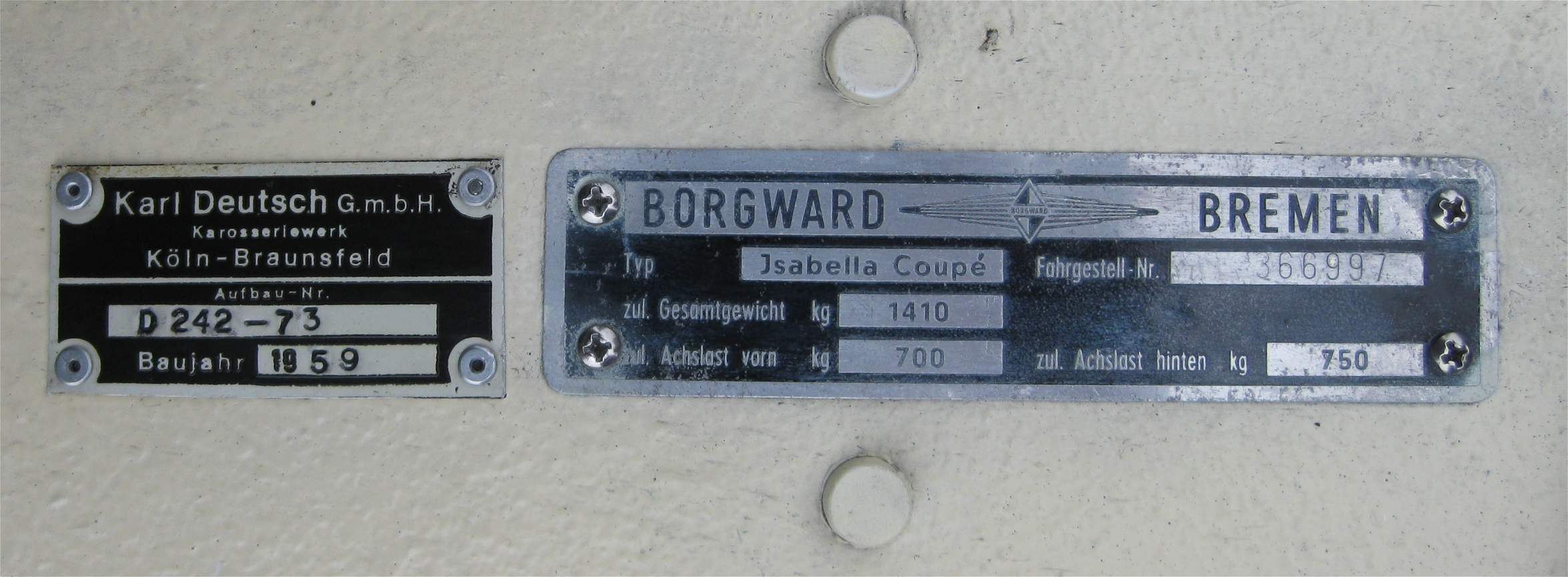
Typenschild der Karl Deutsch GmbH

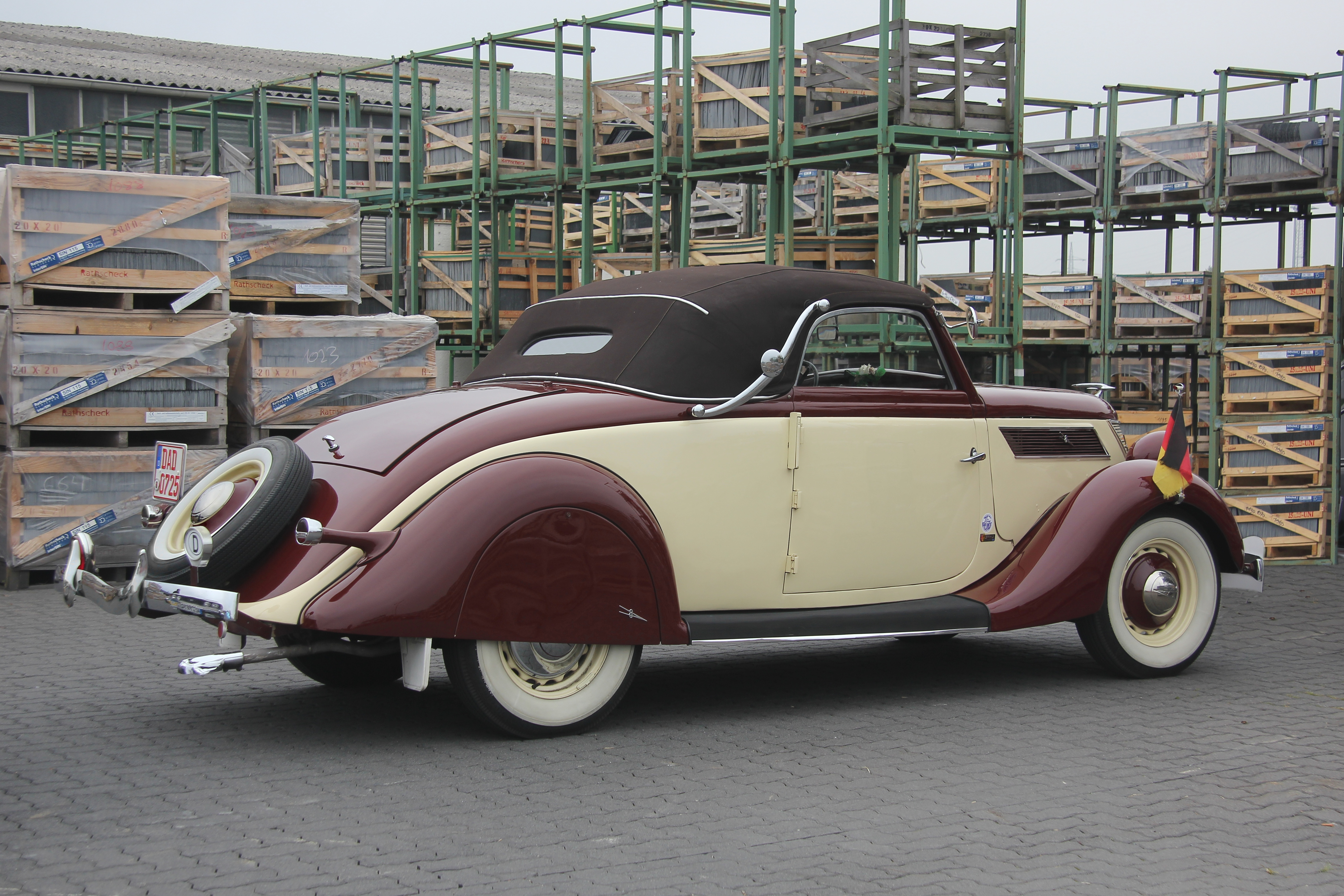
Ford V8, Baujahr 1937, mit Deutsch-Karosserie vor dem Start zur Moselschiefer-Classic 2014

1913 übernahm Karl Deutsch (1881–1957) die Stellmacherei J. W. Utermöhle GmbH. Ab 1916 führte er dieses Unternehmen unter eigenem Namen und stellte Anhänger für die Armee her.
Nach dem Ersten Weltkrieg baute Deutsch erste Karosserien in Einzelanfertigung auf Kundenwunsch. Ab 1930 gab es Kleinserien für Cabriolet-Modelle von Horch und die Kölner Niederlassung von Citroën. Die benachbarten Ford-Werke wurden bald zum wichtigsten Kunden. So konnten 1934 pro Tag 8 bis 10 Karosserien fertiggestellt werden, vier Jahre später waren es schon 30 pro Tag. Neben den Kölner Ford-Betrieben gehörten auch die Fordwerke der Niederlande zur Klientel.
Nach dem Zweiten Weltkrieg übernahm der Sohn des Gründers, Werner Deutsch (1914–1986), die Firma. Weiterhin war Ford größter Kunde; ab etwa Mitte der 1960er Jahre gab es dort aber keine Cabriolets mehr im Programm. Dennoch bot Deutsch immer noch Cabrio-Umbauten auf Kundenwunsch für Ford-Modelle (zum Beispiel Ford P7) an. Daneben machte sich das Unternehmen auch mit Cabrio-Umbauten für andere Unternehmen wie Borgward und – nach Schließung des Karosseriebauers Autenrieth – auch Opel einen Namen.
Durch die aufkommende Sicherheitsdebatte Ende der 1960er Jahre wurde der Vertrieb von Cabriolets zunehmend schwierig. Auch die aufwendige Handarbeit führte zu wirtschaftlichen Schwierigkeiten. Zum Jahre 1971 wurde daher der Karosseriebau eingestellt. Seitdem gibt es nur noch eine Grundstücksverwaltung für das ehemalige Werksgelände.

## Bildergalerie

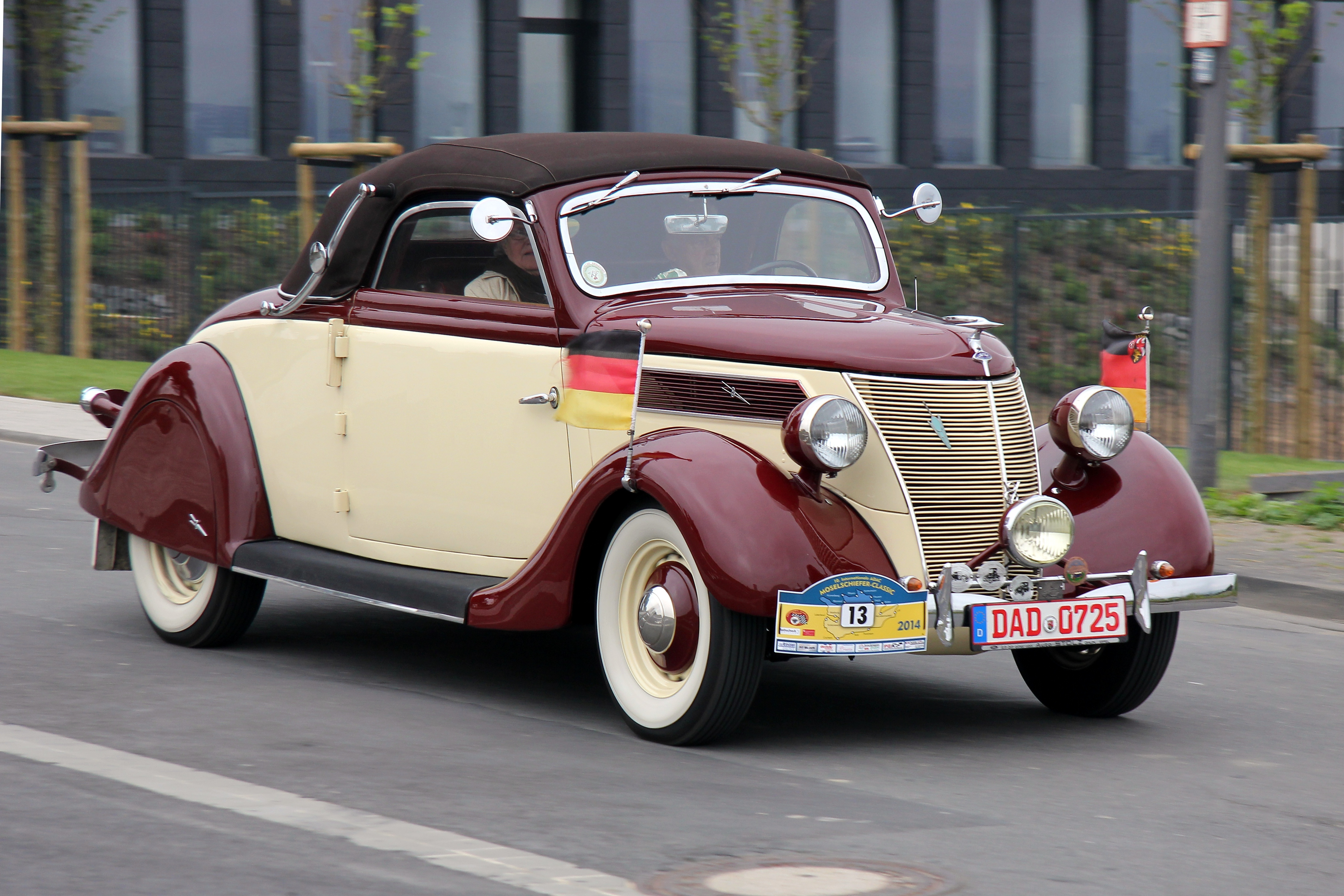
Ford V8, Baujahr 1937
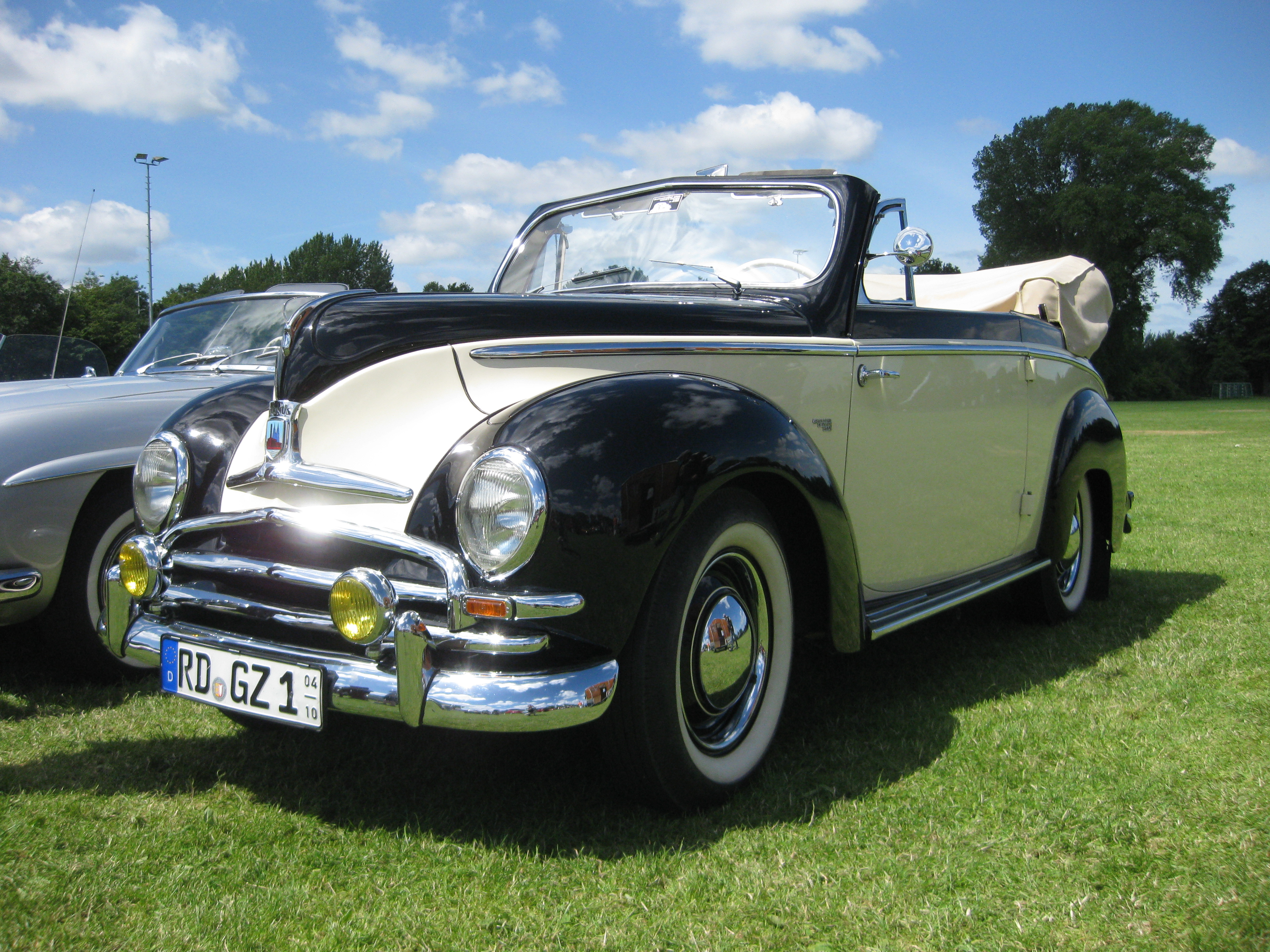
Ford Taunus Cabrio-Umbau von Deutsch
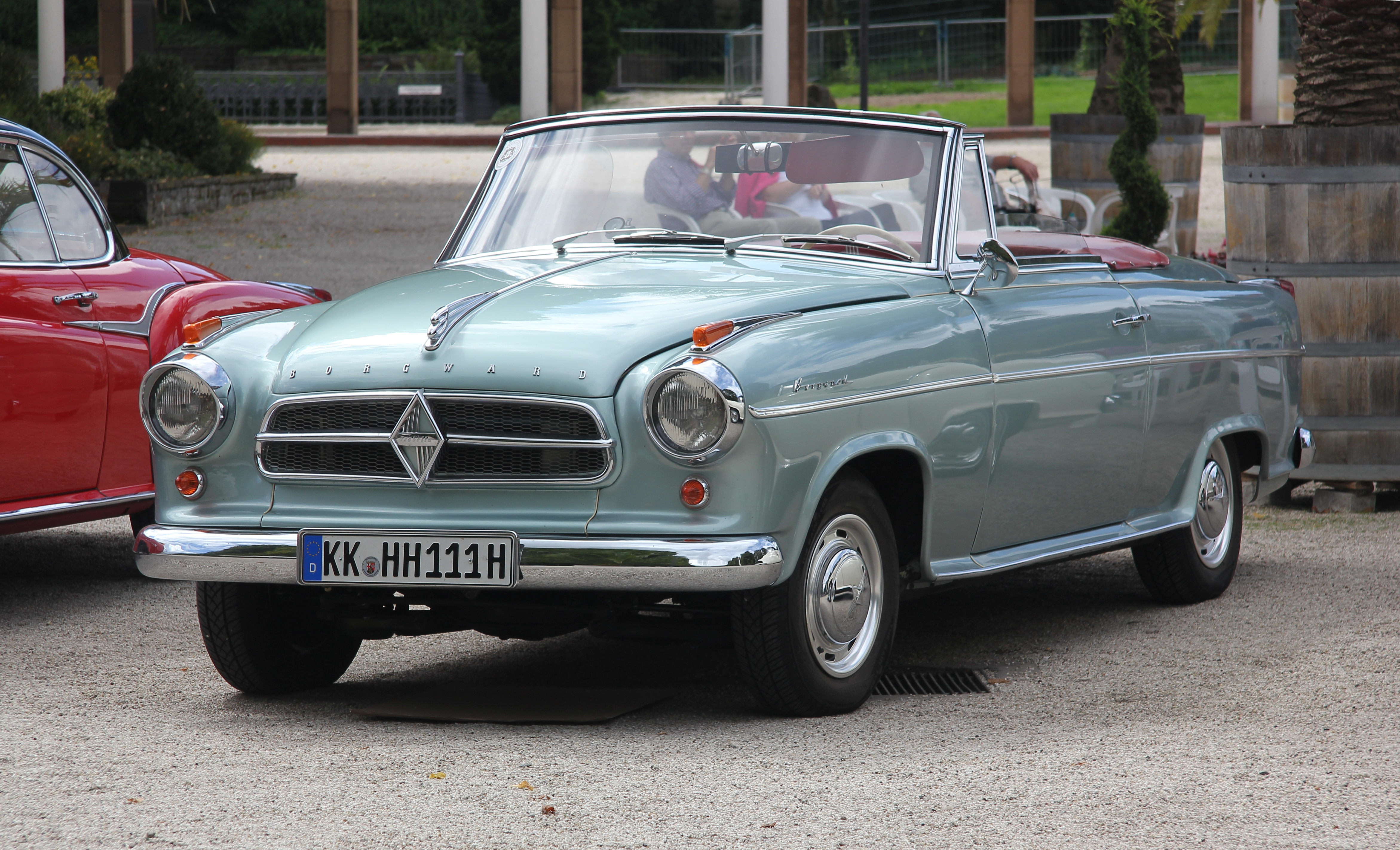
Borgward Isabella TS Cabriolet von Deutsch
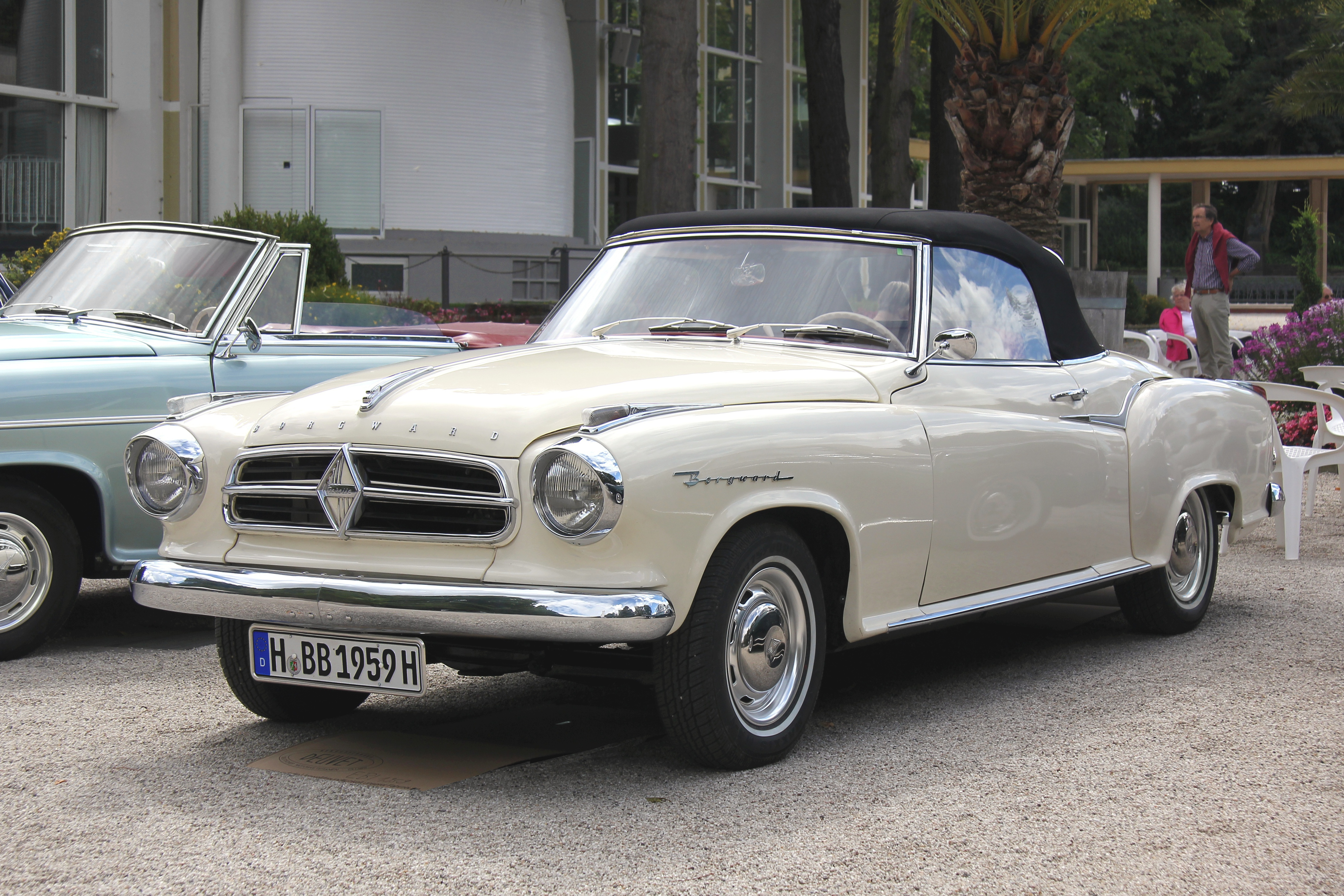
Borgward Isabella Coupe Cabrio von 1959
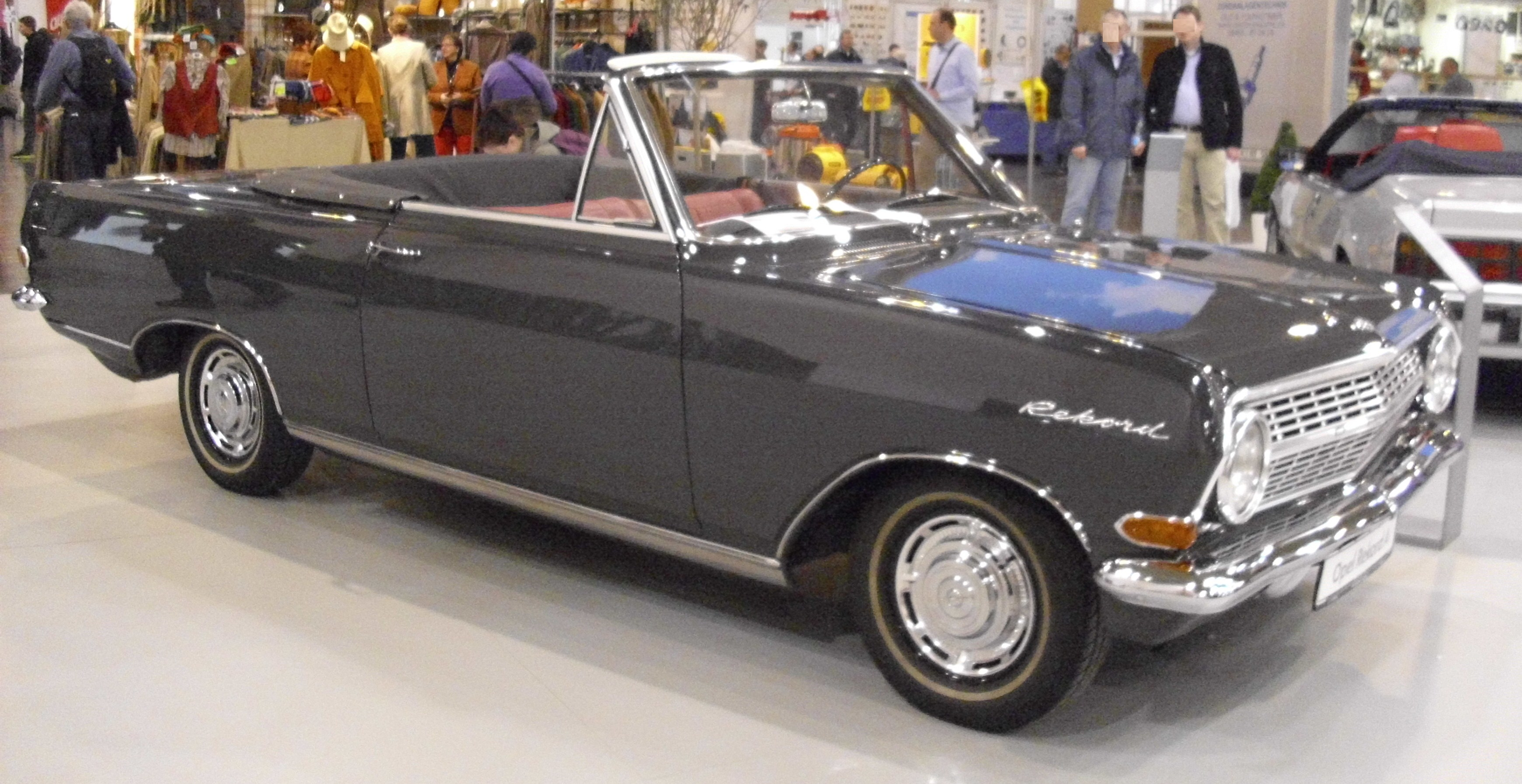
Opel Rekord A von 1964
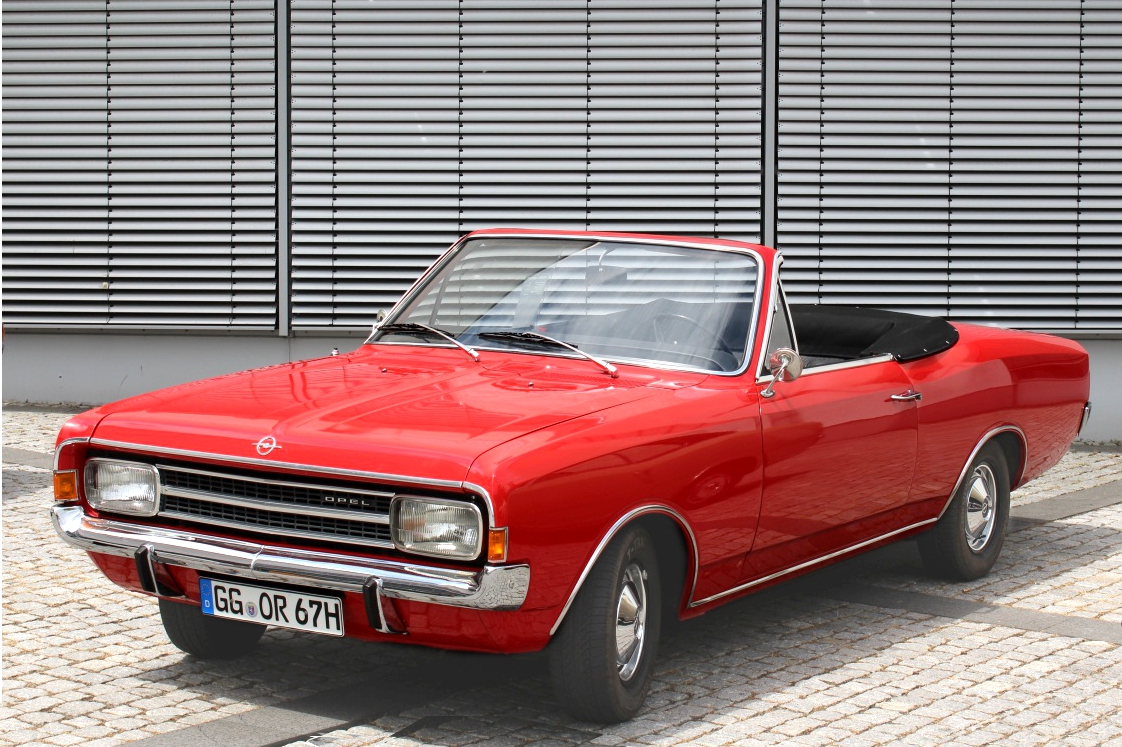
Opel Rekord C Cabriolet-Umbau der zweitürigen Limousine
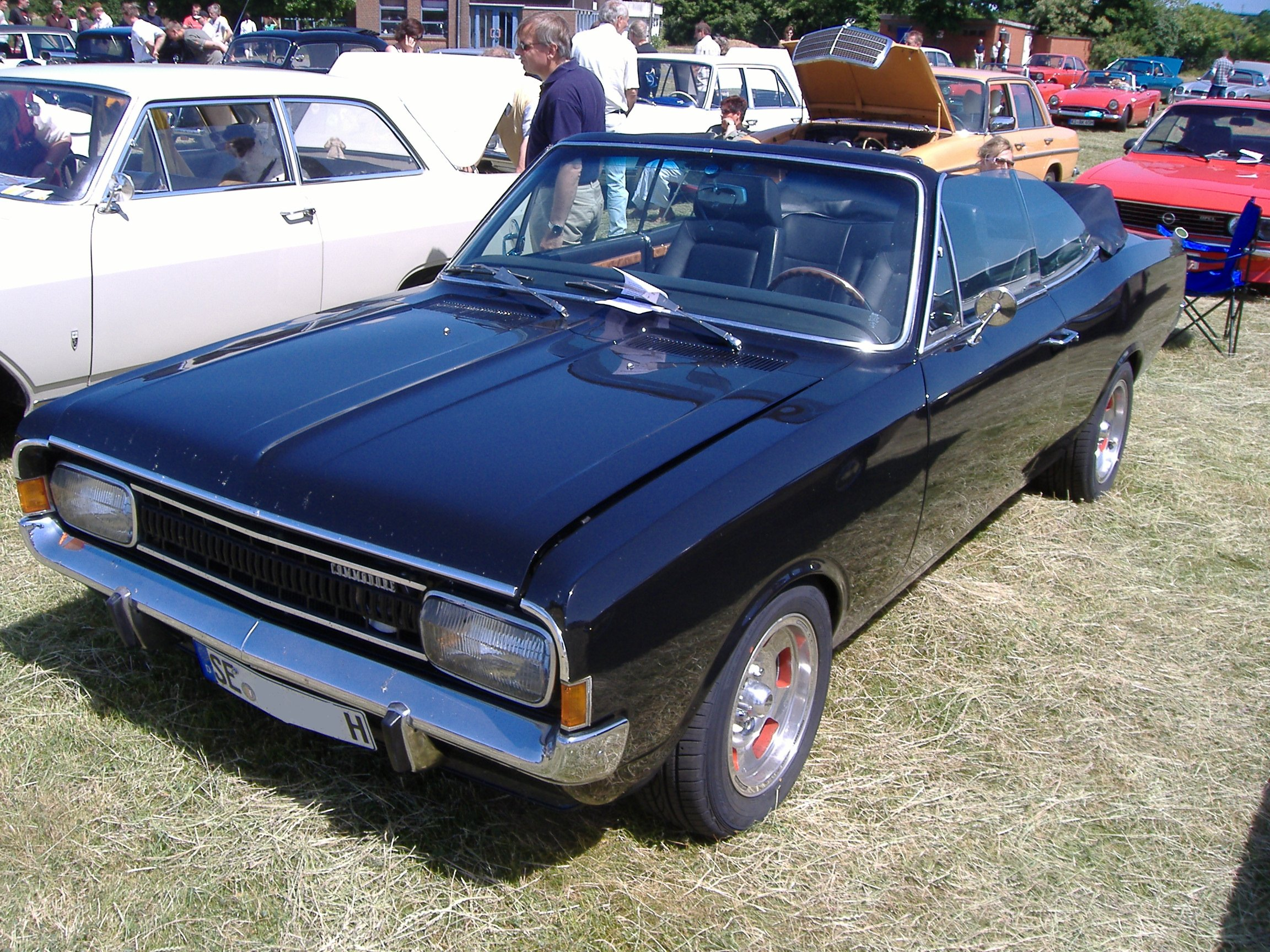
Opel Commodore-Umbau Cabriolet
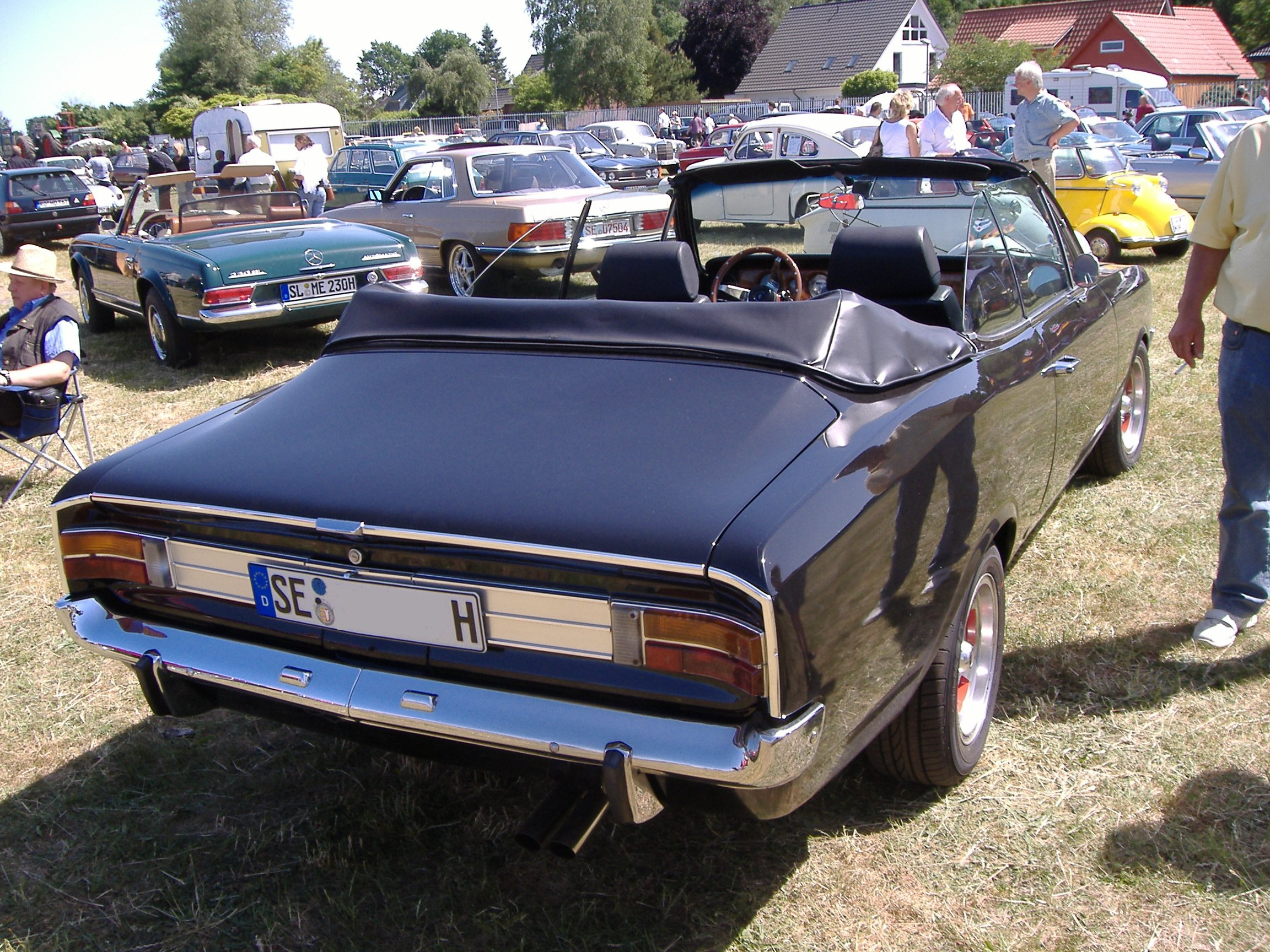
Commodore Cabriolet
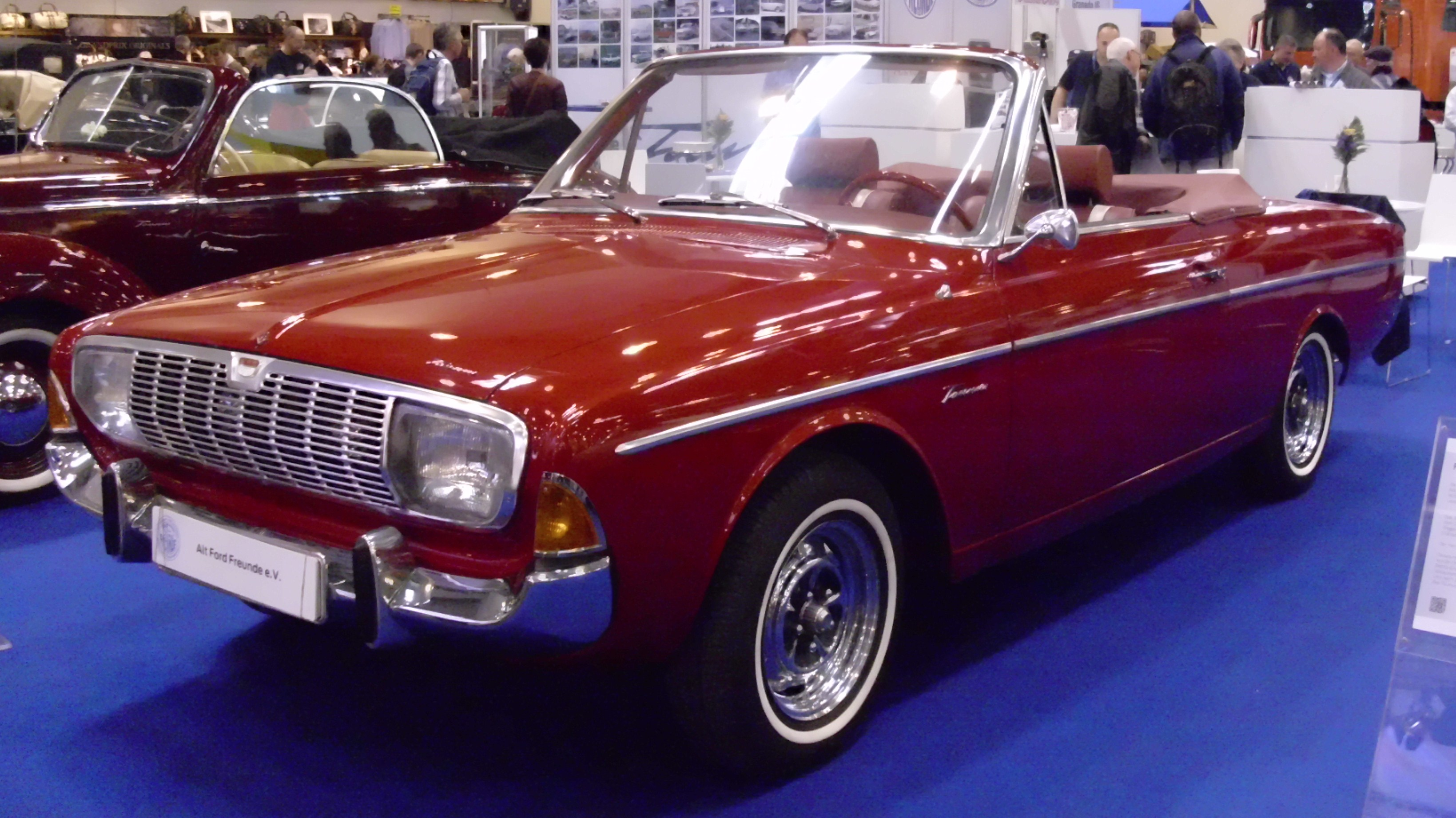
Ford P5 20 M von 1965